# 雷阿隆
雷阿隆（法語：Réallon，法語發音：[ʁealɔ̃]）是法国上阿尔卑斯省的一个市镇，位于该省中部，属于加普区。

## 地理
雷阿隆（44°35'44"N, 6°21'53"E）面积71.4 平方千米，位于法国普罗旺斯-阿尔卑斯-蓝色海岸大区上阿尔卑斯省，该省份为法国东南部内陆省份，北起萨瓦省，西北接伊泽尔省，西南接德龙省，南至上普罗旺斯阿尔卑斯省，东北部与意大利接壤。
与雷阿隆接壤的市镇（或旧市镇、城区）包括：昂塞勒、沙托鲁莱萨尔普、绍尔日、昂布兰、奥西耶尔、普吕尼耶尔、皮圣厄塞布、圣阿波利奈尔、萨维讷勒拉克。

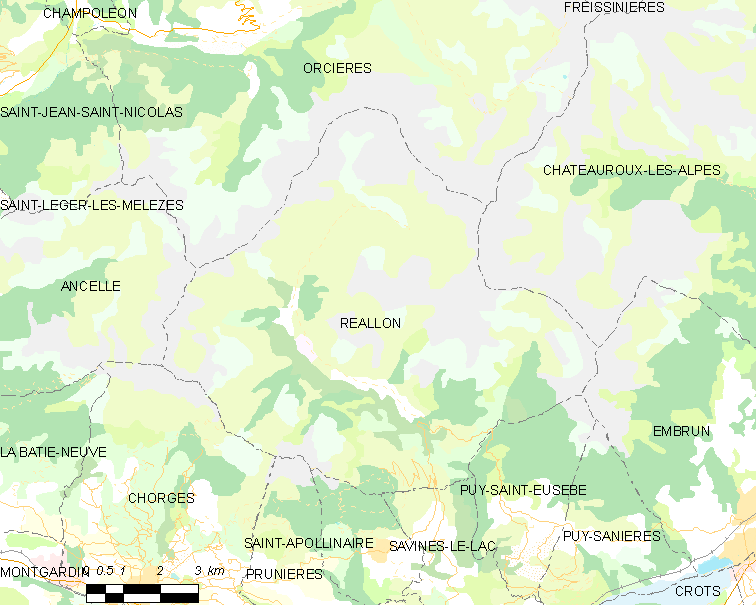
雷阿隆的OSM定位图

雷阿隆的时区为UTC+01:00、UTC+02:00（夏令时）。

## 行政
雷阿隆的邮政编码为05160，INSEE市镇编码为05114。

## 政治
雷阿隆所属的省级选区为绍尔日县。

## 人口

1962-2008年间雷阿隆人口变化图示

雷阿隆于2022年1月1日时的人口数量为243人。